# Las hijas de Tara
Las hijas de Tara es una novela de ciencia ficción y fantasía de la escritora valenciana Laura Gallego García. Publicada por Editorial SM en 2002. 

## Ambientación
Las hijas de Tara se sitúa en un mundo futuro en el que la tecnología y la naturaleza han dividido a la raza humana. Cuentan las leyendas que tiempo atrás, la diosa Tara (que es la Tierra misma), al ver el despilfarro y mal uso de los recursos que hacían los hombres, se enfureció e hizo crecer un enorme bosque que cubrió toda la superficie de la tierra, llamado Mannawinard. Este bosque sepultó las ciudades y carreteras y destrozó casi todos los signos de civilización, pero mientras que algunos hombres escucharon la voz de Tara y adaptaron su vida al bosque, otros se rebelaron y se atrincheraron en ciudades con altos muros a las que llamaron dumas. Mediante productos corrosivos y radiactivos consiguieron hacer retroceder a Mannawinard lejos de sus dumas creando los Páramos, que separaban las ciudades del gran bosque al que tanto temían...
Siglos después, la guerra continúa, pero ya en un estado latente. Algunos humanos viven en el bosque y Tara les permite utilizar la magia mediante runas y fuerzas elementales, se llaman salvajes; otros moran en las dumas, donde la biotecnología y la robótica han evolucionado tanto que los hombres ya no lo son del todo y no necesitan dioses que les resten libertad, ya que cuentan con las megacorporaciones que prácticamente controlan sus vidas: son los urbanitas.

## Lista de apariciones

### Personajes
- Keyko:  Es una de las Hijas de Tara, una congregación de salvajes  de Mannawinard. Tiene rasgos orientales y el pelo negro muy largo y liso. A pesar de ser muy joven es una Hermana Guerrera, conoce los secretos del arte marcial del Bal-Son y es extremadamente inquieta. La Madre Blanca le encargará una importante misión:entregar un papel a la Gran Sacerdotisa Kea, portadora de la piedra rúnica Berkano, en el Templo Primero de Mannawinard.

- Kim: Es una joven urbanita rubia de pelo corto, que vive como mercenaria; forma parte de la Hermandad Ojo de la Noche y es una de las mejores. Tiene el cuerpo mejorado con implantes, como unos prismáticos que surgen de la piel alrededor de sus ojos o un rayo láser implantado en su dedo índice. Su superiora, Donna, la encargará una misión que parece fácil:robar un biobot de Nemetech, pero pronto los problemas aparecerán

- Adam o AD-23674-M: Biobot fabricado por Nemetech y pieza clave de los salvajes para acabar con el mundo tecnológico de las dumas, a la vez que objetivo de Kim en la misión con la que comienza la novela. Al no cejar en su intento de protegerlo por creer que la puede ser de utilidad, la mercenaria se meterá en muchos problemas.

- Duncan el Segador: Antiguo mercenario y miembro de la Hermandad al que se creía muerto desde una incursión a los laboratorios de Nemetech, durante el desarrollo del libro trabaja para esta corporación. Duncan fue el tutor y amigo de Kim, pero cuando le encargan una misión relacionada con ella no vacilará. El Segador nos hará ver que las cosas no siempre son lo que parecen.

- Donna: Mercenaria y jefa absoluta de la Hermandad Ojo de la Noche, lleva el pelo teñido de púrpura y tatuajes por todo el cuerpo. Ella lo controla absolutamente todo en la Hermandad, pero tiene ciertas reservas con respecto a Kim, porque piensa que ésta podría llegar a usurpar su puesto algún día.

- Semira: Una salvaje de la tribu de los Ruadh, atrasados pero temibles guerreros que guardan las lindes de Mannawinard. Semira es joven, pero ya ocupa una posición importante en su tribu, y el jefe Senchae, líder de todos los Ruadh, la hace digna de portar una de las Piedras Rúnicas Elementales:Fehu, runa elemental del fuego

- Chris: Un hacker o ciberpirata urbanita que sobrevive a la invasión de Duma Murias por el gran bosque y al que Kim busca confiando en que puede encontrar información para ayudarla. Tiene una enorme capacidad de adaptación y se esfuerza por parecer de hielo.Posee un conector en la cabeza en el que poner un ciberteclado y navegar por la red.

- Moira: Druidesa salvaje y responsable del estado de Adam. Ella cree firmemente en la posibilidad de ayudar a los urbanitas mediante un ritual, pero para ello necesita la ayuda de ciertas personas...

- Gaernon: Druida salvaje padre de Moira. Antiguo ecoguerrillero que colaboró con su hija en la transformación de Adam

- Madre Blanca o Hana: Principal responsable de las Hijas de Tara y mentora de Keyko. Ella la encargará la misión y la guiará a través de ella.

- AED 343: El programa informático de inteligencia artificial más avanzado creado jamás por el hombre. Es capaz de controlar los pensamientos de todos los urbanitas sin que estos se percaten de ello. Aparece tan solo en la parte final de la novela y da un giro al argumento.

- Sacerdotisa Kea: Es la madre y guardiana del Templo Primero de la diosa Tara, y aunque tiene más de trescientos años, sigue conservando su juventud gracias a la increíble conexión que tiene con la Piedra Rúnica Elemental de la Tierra, Berkano, que forma parte de su cuerpo.

### Corporaciones, tribus y congregaciones
- Las Hijas de Tara: Grupo de salvajes que viven apartadas de Mannawinard. La orden de las hijas de Tara fue fundada por la Madre Blanca hace más de cien años.

- Hermandad Ojo de la Noche: La más poderosa corporación mercenaria de las dumas. Fundada por un mítico mercenario llamado Rex el Negro y actualmente regida por Donna, la Hermandad es capaz de robar cualquier cosa y de llegar a cualquier sitio. En la Hermandad trabaja Kim y también trabajó en ella Duncan el Segador, quien llegó a ser uno de los mejores.

- Nemetech: Poderosa corporación de las dumas que se dedica fundamentalmente a la robótica. Creadores de los biobots, robots con capacidad de asimilar componentes externos para completar su propio cuerpo o hacerlo más funcional. En una incursión a los laboratorios de Nemetech cayó Duncan el Segador, y la novela comienza con el robo de un biobot de Nemetech por parte de Kim.

Además, Nemetech robó información para conseguir sus propios laboratorios de genética y creó un nuevo tipo de material radiactivo para el que no existe cura conocida.
- Ruadh: Tribu de salvajes que cuidan de los lindes de Mannawinard. Van armados con arcos y flechas y montados sobre dorgos , animales bípedos con una larga cola para mantener el equilibrio. Los Ruadh tienen un enorme sentido del honor y son completamente antitecnológicos.

- Consejo Tecnológico: Conjunto de robots que presumiblemente guardan los cerebros humanos de los fundadores de las dumas en su interior, otorgándoles así la inmortalidad. Son la principal autoridad en el mundo tecnológico de las dumas, e incluso la poderosa Hermandad Ojo de la Noche tiene que responder ante ellos.

### Dumas
Las dumas son ciudades amuralladas y presididas por una Aguja, repetidor de ondas que controla toda la actividad robótica de la duma. Si esta Aguja se paraliza, los robots y vehículos de la duma quedan inactivos.
- Duma Findias: Duma principal y sede del Consejo Tecnológico, en ella se encuentran los androides de Nemetech que Kim debe robar. Como todas las dumas, tiene un Círculo Central en el que vive la gente poderosa, un Círculo Medio en el que vive la población digna pero no demasiado influyente y un Círculo Exterior en el que viven los mutantes que dan testimonio de experimentos fallidos, los asesinos y todos los miembros de la Hermandad.

- Duma Errans: Duma Errans está fuera de lo corriente: los edificios están situados sobre plataformas antigravitatorias que los permiten desplazarse, por lo que toda la ciudad está permanentemente en movimiento. Duma Errans suele viajar periódicamente cerca de otras dumas, y ejerce una función fundamentalmente comercial. En ella hay una base de la Hermandad Ojo de la Noche. Kim se dirige hacia allí para intentar curar su enfermedad en una clínica negra y para entregar a Adam a la corporación de Nemetech.

- Duma Murias: Principal base de Probellum, corporación dedicada a la industria armamentística, que cobró protagonismo debido a que la duma se desarrolló justo en el límite de Mannawinard. Kim se dirige allí para encontrarse con Chris, un hacker muy peculiar para que le ayude a encontrar información acerca de la cura de su enfermedad, pero cuando llega la Duma ha sido arrasada por Mannawinard.

- Duma Kendas: Fue la duma de la genética moderna, donde Protogen estableció su mayor sede, y donde empezó a trabajar con técnicas como la clonación, la manipulación genética... Hasta que fue arrasada por Mannawinard.

## Curiosidades
- El libro originalmente era un guion para una película en 3D, pero el proyecto se canceló y la autora decidió terminar la historia escribiendo un libro.
- El proyecto le fue encargado por BlackMaria. Tenía que escribir un guion; para ello le ayudaría Andrés, uno de los guionistas de la empresa. En su momento, Andrés fue el novio de Laura. Por eso, Las hijas de Tara es una novela muy especial para ella.

- Datos: Q5971119